# Katrina Lehis
Katrina Lehis, née le 19 décembre 1994 à Haapsalu, est une escrimeuse estonienne qui tire à l'épée.
Elle est entraînée par Helen Nelis-Naukas et Peeter Nelis. En 2014, elle remporte deux médailles d'or lors des Championnats du monde junior, en individuel et par équipes. Elle est élue personnalité sportive estonienne junior en 2014.
En senior, elle remporte la médaille d'argent par équipes à Montreux aux Championnats d'Europe 2015. La même année, elle gagne aussi la médaille d'argent par équipes aux Jeux européens à Bakou.
Lors des Championnats d'Europe d'escrime 2018 à Novi Sad, elle devient championne à l'épée en battant sa compatriote Kristina Kuusk en finale.
Aux Jeux olympiques d'été de 2020, elle remporte la médaille de bronze de l'épreuve individuelle en battant 15-8 la Russe Aizanat Murtazaeva.

## Palmarès
- Jeux olympiques
  -  Médaille d'or par équipes aux Jeux olympiques de 2020 à Tokyo
  -  Médaille de bronze en individuel aux Jeux olympiques de 2020 à Tokyo

- Championnats d'Europe
  -  Médaille d'or en individuel aux championnats d'Europe de 2018 à Novi Sad
  -  Médaille d'argent par équipes aux championnats d'Europe de 2015 à Montreux

- Jeux européens
  -  Médaille d'argent par équipes aux Jeux européens de 2015 à Bakou